# Changsha IFS Tower T2
La Changsha IFS Tower T2 es un rascacielos situado en Changsha, China. Sus obras empezaron en 2013 y se completaron en 2018. Tiene una altura de 315 metros y 63 pisos, que lo hacen el segundo edificio más alto de Changsha y el 47.º más alto de China.